# Amber Verspaget
Amber Verspaget (Best, 28 januari 1998) is een Nederlands voetbalspeelster. 
Ze werd opgeleid bij CTO, om daarna bij Achilles '29 in de Eredivisie uit te komen.
In de zomer van 2018 ging ze van Achilles '29 naar ADO Den Haag. Op 3 mei 2022 maakte Feyenoord bekend dat Verspaget daar met ingang van het seizoen 2022/23 zou spelen.

## Statistieken
| Seizoen | Club         | Land      | Competitie         | Wedstrijden | Doelpunten |
| ------- | ------------ | --------- | ------------------ | ----------- | ---------- |
| 2016/17 | Achilles     | Nederland | Eredivisie         | 19          | 0          |
| 2017/18 | Achilles     | Nederland | Eredivisie         | 21          | 1          |
| 2018/19 | ADO Den Haag | Nederland | Eredivisie         | 12          | 0          |
| 2019/20 | ADO Den Haag | Nederland | Eredivisie         | 0           | 0          |
| 2020/21 | ADO Den Haag | Nederland | Eredivisie         | 20          | 0          |
| 2021/22 | ADO Den Haag | Nederland | Vrouwen Eredivisie | 1           | 0          |
| 2022/23 | Feyenoord    | Nederland | Vrouwen Eredivisie | –           | –          |
| 2023/24 | Feyenoord    | Nederland | Vrouwen Eredivisie |             |            |
| Totaal  | Totaal       | Totaal    | Totaal             | 73          | 1          |

Laatste update:maart-2019

## Interlands
In mei 2013 speelde Verspaget voor Oranje O15 haar eerste interland. Ook voor Oranje O16

## Privé
Verspaget studeerde sportmarketing aan de Cruyff Academy in Tilburg.
1 Weimar ·
2 Waldus ·
4 Verspaget ·
5 Obispo ·
6 Brandau ·
7 Teulings ·
8 Pijnenburg ·
9 Koopman ·
10 Van de Westeringh ·
11 Henry ·
14 De Graaf ·
15 Koga ·
16 Van Eijk ·
17 Van der Sluijs ·
18 Heij ·
19 Haesakkers ·
20 Szymczak ·
21 Van Bentem ·
23 Itamura ·
24 Baptiste ·
25 Van de Lavoir ·
26 De Paus ·
27 DellaPeruta ·
28 Hulswit ·
33 Van Kerkhoven ·
42 Buabadi ·
Coach: Torny
Assistent-coach: Pieters
Assistent-coach: Tjaden
Keeperstrainer: Van der Kaaij